# Champions olympiques mexicains
Liste des sportifs et sportives mexicains (par sport et par chronologie) médaillés d'or lors des Jeux olympiques d'été et d'hiver, à titre individuel ou par équipes, de 1900 à 2018.

## Jeux olympiques d'été

### Athlétisme
| Nom                     | Discipline(s) | Année(s) |
| ----------------------- | ------------- | -------- |
| Daniel Bautista         | 20 km marche  | 1976     |
| Ernesto Canto           | 20 km marche  | 1984     |
| Raúl González Rodríguez | 50 km marche  | 1984     |

### Boxe
| Nom             | Discipline(s)          | Année(s) |
| --------------- | ---------------------- | -------- |
| Ricardo Delgado | Poids mouches (-51 kg) | 1968     |
| Antonio Roldán  | Poids plumes (-57 kg)  | 1968     |

### Équitation
| Nom                     | Discipline(s)                                 | Année(s)    |
| ----------------------- | --------------------------------------------- | ----------- |
| Humberto Mariles Cortés | Saut d'obstacles Saut d'obstacles par équipes | 1948 · 1948 |
| Rubén Uriza Castro      | Saut d'obstacles par équipes                  | 1948        |
| Alberto Valdés Ramos    | Saut d'obstacles par équipes                  | 1948        |

### Football
| Nom                    | Discipline(s)    | Année(s) |
| ---------------------- | ---------------- | -------- |
| Javier Aquino          | Tournoi masculin | 2012     |
| Néstor Araujo          | Tournoi masculin | 2012     |
| Dárvin Chávez          | Tournoi masculin | 2012     |
| José de Jesús Corona   | Tournoi masculin | 2012     |
| Javier Cortés          | Tournoi masculin | 2012     |
| Giovani dos Santos     | Tournoi masculin | 2012     |
| Jorge Enríquez         | Tournoi masculin | 2012     |
| Marco Fabián           | Tournoi masculin | 2012     |
| Héctor Herrera         | Tournoi masculin | 2012     |
| Israel Jiménez         | Tournoi masculin | 2012     |
| Raúl Jiménez           | Tournoi masculin | 2012     |
| Hiram Mier             | Tournoi masculin | 2012     |
| Oribe Peralta          | Tournoi masculin | 2012     |
| Miguel Ángel Ponce     | Tournoi masculin | 2012     |
| Diego Reyes            | Tournoi masculin | 2012     |
| José Antonio Rodríguez | Tournoi masculin | 2012     |
| Carlos Salcido         | Tournoi masculin | 2012     |
| Néstor Vidrio          | Tournoi masculin | 2012     |

### Haltérophilie
| Nom            | Discipline(s) | Année(s) |
| -------------- | ------------- | -------- |
| Soraya Jiménez | -58 kg        | 2000     |

### Natation
| Nom          | Discipline(s)     | Année(s) |
| ------------ | ----------------- | -------- |
| Felipe Muñoz | 200 mètres brasse | 1968     |

### Plongeon
| Nom             | Discipline(s)        | Année(s) |
| --------------- | -------------------- | -------- |
| Joaquín Capilla | Plateforme 10 mètres | 1956     |

### Taekwondo
| Nom                        | Discipline(s) | Année(s) |
| -------------------------- | ------------- | -------- |
| Guillermo Pérez Sandoval   | -58 kg        | 2008     |
| María del Rosario Espinoza | +67 kg        | 2008     |

## Jeux olympiques d'hiver
Le Mexique n'a jamais remporté de titre aux Jeux olympiques d'hiver.